# Sergio Ramos
Sergio Ramos García (Sevilha, 30 de março de 1986) é um futebolista espanhol que atua como zagueiro no Monterrey, do México.
Com passagem bastante vitoriosa pelo Real Madrid, é frequentemente considerado como o melhor defensor de sua geração e um dos melhores de todos os tempos.
Depois de jogar pelas categorias de base do Sevilla e estrear como profissional em 2003, Sergio Ramos foi vendido para o Real Madrid no verão de 2005. Desde então, tornou-se um dos pilares do time merengue, onde conquistou mais de 20 títulos e transformou-se em um dos artilheiros da La Liga (Campeonato Espanhol) jogando na defesa, seja como lateral-direito ou como zagueiro. Entre as principais conquistas, estão quatro títulos da La Liga e quatro títulos da Liga dos Campeões da UEFA. O jogador desempenhou um papel crucial na construção de todos os quatro títulos da Liga dos Campeões, sendo nomeado para a Equipe do Ano da UEFA cada vez.
Internacionalmente, representou a Seleção Espanhola em quatro Copas do Mundo e em três Eurocopas. Ramos conquistou a Copa do Mundo de 2010 e a Eurocopa em 2008 e 2012, sendo nomeado para o Time dos Sonhos da Copa do Mundo FIFA em 2010, e a Equipe Euro do Torneio em 2012. O defensor estreou pela Fúria em 2005, com apenas 18 anos, e em 2013 tornou-se o jogador mais jovem do país a alcançar 100 partidas pela Seleção. Ele é o segundo jogador com mais títulos pela Espanha.
Sergio Ramos é considerado por muitos como um dos melhores zagueiros do mundo e também recebeu elogios por sua capacidade de passes e gols. Ao lado de Lionel Messi, é o único jogador a marcar em 15 temporadas consecutivas no Campeonato Espanhol. Ele foi nomeado para o FIFPro World XI nove vezes, um recorde para um defensor, e para a Equipe do Ano da UEFA oito vezes, também um recorde para um defensor. Além disso, foi eleito o melhor defensor do Campeonato Espanhol em cinco oportunidades.
Após defender as cores do Real Madrid por 16 anos, anunciou sua saída no dia 16 de junho de 2021, aos 35 anos. No total, o Capitão atuou em 671 partidas e marcou 101 gols pela equipe merengue, além de ter conquistado incríveis 22 títulos pelo clube.

## Carreira

### Sevilla
Formado nas categorias de base do Sevilla, Sergio Ramos foi promovido ao time principal no ano de 2003 e iniciou sua carreira aos 17 anos. Nos Rojiblancos, o defensor jogou ao lado de Jesús Navas e do falecido Antonio Puerta. Realizou sua estreia em fevereiro de 2004, contra o Deportivo de La Coruña, e marcou seu primeiro gol como profissional em março.

### Real Madrid
Depois de apenas três temporadas no Sevilla, foi contratado pelo Real Madrid no dia 31 de agosto de 2005, tendo custado entre 25 e 27 milhões de euros. Aos 19 anos de idade, Sergio Ramos foi o primeiro jogador espanhol contratado pelo presidente Florentino Pérez desde o início do seu mandato, em 2000. No Real Madrid, Ramos recebeu a camisa número 4, anteriormente ocupada pelo ex-capitão da equipe Fernando Hierro. O jogador marcou seu primeiro gol pelo clube no dia 6 de dezembro, numa derrota por 3–2 contra o Olympiacos, em jogo válido pela pela Liga dos Campeões da UEFA.
Durante suas primeiras temporadas, Ramos jogou como zagueiro, sendo também usado como volante de emergência na ocasião. No entanto, com as chegadas de Christoph Metzelder e Pepe, na temporada 2007–08, ele foi adaptado, com sucesso, a lateral-direita. Ele também passou a jogar como lateral-esquerdo, se necessário.
Em 4 de maio de 2008, Ramos deu uma assistência para Gonzalo Higuaín aos 89 minutos na vitória contra o Osasuna por 2–1, a partida que selou o Real Madrid como campeão do Campeonato Espanhol. No último jogo da temporada, Ramos marcou dois gols em uma goleada por 5–2 em casa contra o Levante.
No início da temporada seguinte, marcou o gol vital na disputa Supercopa da Espanha contra o Valencia, vencendo por 4–2 já que no primeiro jogo terminou 3–2 (6–5 no agregado) no final, apesar de ter jogado em grande parte, com apenas nove homens. Ramos foi nomeado no Time do ano da UEFA em 2008, e na equipe FIFPro em 2007–08. Ele também terminou em 21º Jogador Europeu do Ano em 2008.

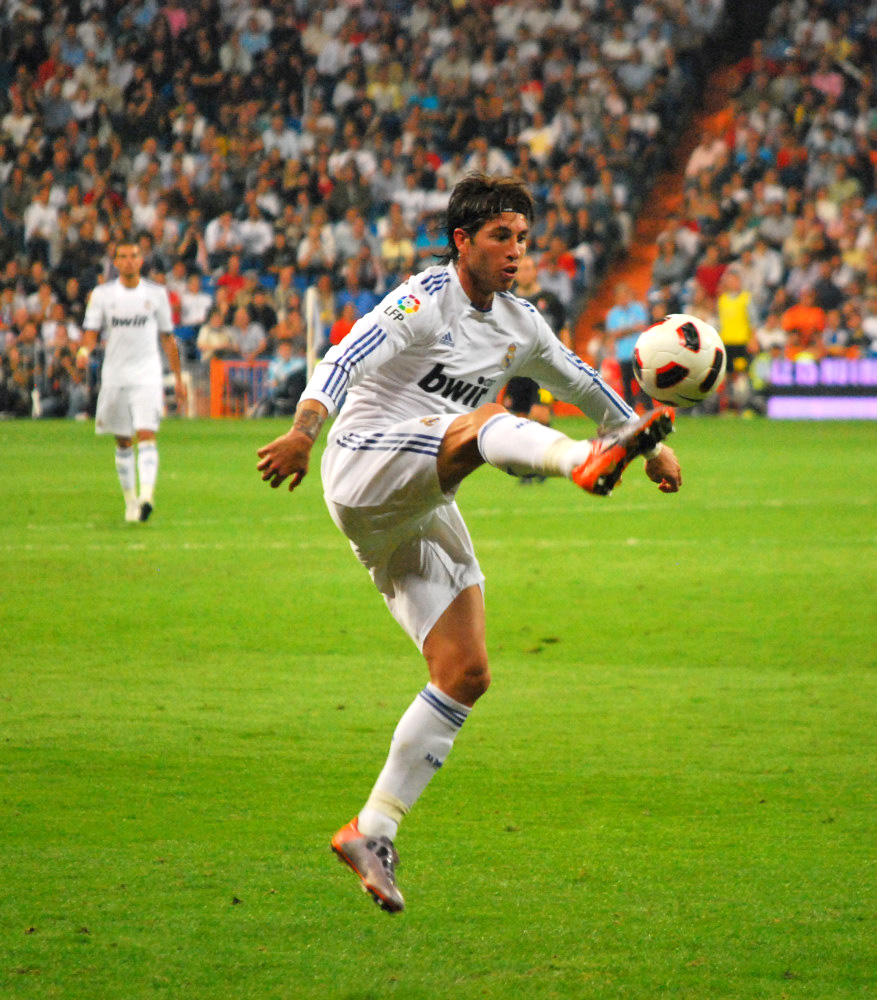
Sergio Ramos atuando pelo Real em outubro de 2010

Na temporada 2009–10, Sergio Ramos, apesar de ter se machucado durante a pré-temporada, recuperou a boa forma física que já havia sido exibida na temporada 2006–07 e chamou a atenção de todos. Ele atuou em muitos jogos como zagueiro, preenchendo de forma brilhante a lacuna deixada pelo lesionado Pepe. Em 21 de fevereiro de 2010, completou 200 partidas pelo Real Madrid e 150 jogos na La Liga (Campeonato Espanhol), com uma vitória sobre o Villarreal. O clube merengue goleou por 6–2 e depois do jogo ele falou sobre seus marcos históricos recentes, afirmando que estava muito orgulhoso.
No dia 25 de abril de 2012, nas semifinais da Liga dos Campeões contra o Bayern de Munique, Sergio Ramos foi um dos jogadores do Real que desperdiçaram as cobranças de pênalti, ao lado de Cristiano Ronaldo e Kaká. Mesmo com a vitória por 2–1 no jogo de volta, a equipe acabou sendo eliminada.
Diante esse mesmo Bayern de Munique, na temporada 2013–14, Sergio Ramos marcou duas vezes de cabeça numa goleada por 4–0. A partida, que foi realizada no dia 29 de abril, na Allianz Arena, foi válida pelo jogo de volta da semifinal da Liga dos Campeões. Já na final contra o Atlético de Madrid, o zagueiro marcou um antológico gol de empate aos 48 de segundo tempo, levando o jogo para a prorrogação e abrindo caminho para uma goleada por 4–1. Com o título merengue, o Real Madrid conquistou a tão sonhada "La Décima".

#### 2015–16: novo capitão
No dia 17 de agosto de 2015, prolongou seu vínculo com o clube por mais cinco temporadas e se tornou capitão da equipe após a saída do então goleiro Iker Casillas para o Porto. O espanhol marcou seu primeiro gol na temporada numa derrota por 3–2 sobre o Sevilla, balançando as redes de cabeça e se machucando no processo.
Uma das participações mais marcantes de Ramos no início da temporada ocorreu em dezembro de 2015, na esmagadora goleada do Real por 10–2 sobre o Rayo Vallecano, a maior vitória do clube no Campeonato Espanhol desde 1960. O zagueiro foi expulso pela vigésima vez atuando pelos Blancos no dia 13 de março de 2016, na vitória por 2–1 sobre o Las Palmas, tendo anteriormente marcado o primeiro gol da partida. Após ficar suspenso, retornou aos gramados na vitória por 2–1 sobre o rival Barcelona, onde recebeu novamente um cartão vermelho, sendo este seu vigésimo primeiro no clube e o quarto no El Clásico.
Levantou o troféu da Liga dos Campeões em maio, após os vikings vencerem o Atlético de Madrid em mais uma final. Na ocasião, em jogo realizado no San Siro, Sergio Ramos abriu o placar, dando vantagem ao Real. Contudo, os colchoneros empataram no segundo tempo com o belga Yannick Carrasco. Após o fim da prorrogação sem gols, a partida foi para os pênaltis. Ramos converteu sua cobrança, o lateral do Atlético Juanfran desperdiçou a sua, e após Cristiano Ronaldo converter, os blancos conquistaram seu 11º título da competição. Sergio Ramos, que teve grande atuação, acabou sendo eleito o Man of the Match. Em 2020, o árbitro da partida, Mark Clattenburg, revelou que o trio de arbitragem cometeu um erro ao não marcar impedimento no gol do zagueiro espanhol. Ele ainda afirmou que utilizou seu erro a favor do clube para justificar a penalidade máxima concedida ao Atlético; a penalidade em questão foi desperdiçada por Antoine Griezmann e, por isso, apenas o erro a favor do Real interferiu no resultado da partida.

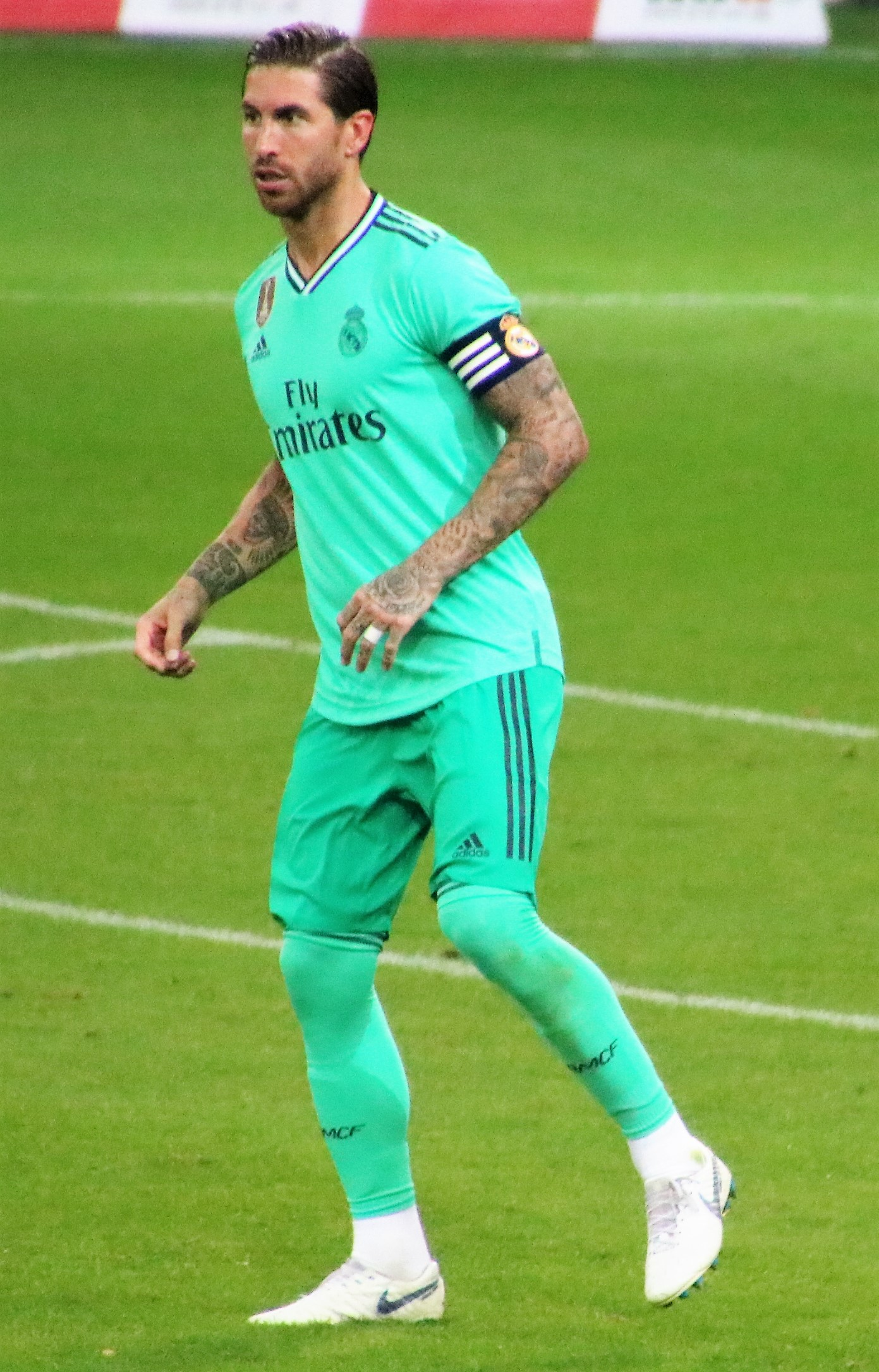
Ramos atuando pelo Real Madrid em 2019

#### Saída
Após meses de conversas, Sergio Ramos não chegou a um acordo com o Real Madrid para renovar seu contrato e o clube através de uma nota, anunciou sua saída do clube no dia 16 de junho de 2021, após 16 anos no clube. Ao todo, Sergio atuou em 671 partidas e marcou 101 gols pelo clube merengue.

### Paris Saint-Germain
Foi anunciado como o novo reforço do Paris Saint-Germain no dia 8 de julho de 2021, assinando contrato com o clube francês até 2023 e recebendo a camisa 4.
No dia 2 de junho de 2023, o PSG anunciou que não renovaria com Sergio Ramos, confirmando assim a sua saída.
O zagueiro despediu-se da equipe no dia seguinte, em uma amarga derrota: o PSG perdeu por 3–2 para o Clermont no Parc des Princes, em jogo válido pela 38ª rodada da Ligue 1. Embora não tenha conquistado a Liga dos Campeões, seu principal objetivo, o jogador deixou o clube de Paris com três títulos na bagagem: dois Campeonatos Franceses (2021–22 e 2022–23) e uma Supercopa da França (2022). No total pelo Paris Saint-Germain, Sergio Ramos realizou 58 partidas e marcou seis gols.

### Retorno ao Sevilla
Teve a sua contratação anunciada pelo Sevilla no dia 4 de setembro de 2023, retornando ao clube após 18 anos. O zagueiro reestreou pelos Hispalenses no dia 17 de setembro, sendo titular numa vitória por 1–0 contra o Las Palmas, pela 4ª rodada da La Liga.
No dia 17 de junho de 2024, o Sevilla anunciou que Sergio Ramos não continuaria no clube da Andaluzia.

### Monterrey
No dia 3 de fevereiro de 2025, o zagueiro espanhol assinou um pré-contrato com o Monterrey, do México. Oficializado como reforço do no dia 6 de fevereiro, Sergio Ramos escolheu vestir a camisa 93 em referência ao gol que forçou a prorrogação na final da Liga dos Campeões de 2013–14, contra o Atlético de Madrid. Estreou com a camisa dos Rayados no dia 22 de fevereiro, começando como titular na vitória por 3–1 contra o Atlético San Luis, no Estádio BBVA, em partida válida pela Liga MX. O defensor permaneceu em campo por 80 minutos, e aos 35 minutos do segundo tempo foi substituído por Tony Leone.

## Seleção Nacional
Estreou pela Seleção Espanhola no dia 26 de março de 2005, em um amistoso contra a China. Ao entrar em campo com apenas 18 anos, Ramos tornou-se o mais jovem jogador a defender a Espanha em 63 anos. Presença constante nas convocações dos anos seguintes, o defensor realizou mais de 100 partidas pela Fúria, integrando os elencos campeões da Euro 2008, da Copa do Mundo de 2010 e da Euro 2012. Também participou das Copas do Mundo de 2006, 2014 e 2018, além da Euro 2016.
Em 8 de setembro de 2019, ao disputar o seu jogo de número 167 pela Fúria, igualou o recorde do ex-goleiro Iker Casillas como jogador com mais partidas.
No dia 23 de fevereiro de 2023, anunciou sua aposentadoria da Seleção Espanhola.

## Controvérsia
Em 2018, segundo uma publicação da revista alemã Der Spiegel, Sergio Ramos testou positivo em dois exames antidoping, sendo um deles após a final da Liga dos Campeões de 2016–17, contra a Juventus, e a UEFA acobertou o fato. De acordo com os documentos, Ramos utilizou dexametasona, composto à base de cortisona e com efeito anti-inflamatório e analgésico. Após o resultado do exame antidoping ser positivo, a UEFA entrou em contato com o capitão do Real Madrid e pediu explicações. O médico disse que infiltrou a substância no ombro esquerdo e tornozelo esquerdo do zagueiro para aliviar as dores crônicas que ele sentia. O problema é que o corpo médico deveria avisar a administração da UEFA sobre a aplicação do remédio, o que não foi feito. A entidade europeia decidiu encerrar o caso dando apenas uma advertência ao clube e pedindo mais cuidado.

## Estatísticas
Atualizadas até 3 de junho de 2023
| Clube               | Temporada         | Campeonato nacional | Campeonato nacional | Copas nacionais | Copas nacionais | Competições continentais | Competições continentais | Total | Total |
| Clube               | Temporada         | Jogos               | Gols                | Jogos           | Gols            | Jogos                    | Gols                     | Jogos | Gols  |
| ------------------- | ----------------- | ------------------- | ------------------- | --------------- | --------------- | ------------------------ | ------------------------ | ----- | ----- |
| Sevilla             | 2003–04           | 7                   | 0                   | 0               | 0               | 0                        | 0                        | 7     | 0     |
| Sevilla             | 2004–05           | 31                  | 2                   | 5               | 0               | 5                        | 1                        | 41    | 3     |
| Sevilla             | 2005–06           | 1                   | 0                   | 0               | 0               | 0                        | 0                        | 1     | 0     |
| Sevilla             | Total             | 39                  | 2                   | 5               | 0               | 5                        | 1                        | 49    | 3     |
| Real Madrid         | 2005–06           | 33                  | 4                   | 6               | 1               | 7                        | 1                        | 46    | 6     |
| Real Madrid         | 2006–07           | 33                  | 5                   | 3               | 0               | 6                        | 1                        | 42    | 6     |
| Real Madrid         | 2007–08           | 33                  | 5                   | 5               | 1               | 7                        | 0                        | 45    | 6     |
| Real Madrid         | 2008–09           | 32                  | 4                   | 2               | 1               | 8                        | 1                        | 42    | 6     |
| Real Madrid         | 2009–10           | 33                  | 4                   | 0               | 0               | 7                        | 0                        | 40    | 4     |
| Real Madrid         | 2010–11           | 31                  | 3                   | 7               | 1               | 8                        | 0                        | 46    | 4     |
| Real Madrid         | 2011–12           | 34                  | 3                   | 6               | 0               | 11                       | 1                        | 51    | 4     |
| Real Madrid         | 2012–13           | 26                  | 4                   | 5               | 0               | 9                        | 1                        | 40    | 5     |
| Real Madrid         | 2013–14           | 32                  | 4                   | 8               | 0               | 11                       | 3                        | 51    | 7     |
| Real Madrid         | 2014–15           | 27                  | 4                   | 4               | 1               | 11                       | 2                        | 42    | 7     |
| Real Madrid         | 2015–16           | 23                  | 2                   | 0               | 0               | 10                       | 1                        | 33    | 3     |
| Real Madrid         | 2016–17           | 28                  | 7                   | 3               | 1               | 13                       | 2                        | 44    | 10    |
| Real Madrid         | 2017–18           | 26                  | 4                   | 3               | 0               | 13                       | 1                        | 42    | 5     |
| Real Madrid         | 2018–19           | 28                  | 6                   | 6               | 3               | 8                        | 2                        | 42    | 11    |
| Real Madrid         | 2019–20           | 35                  | 11                  | 6               | 0               | 5                        | 2                        | 44    | 13    |
| Real Madrid         | 2020–21           | 15                  | 2                   | 1               | 0               | 5                        | 3                        | 21    | 4     |
| Real Madrid         | Total             | 468                 | 72                  | 63              | 9               | 138                      | 20                       | 671   | 101   |
| Paris Saint-Germain | 2021–22           | 12                  | 2                   | 1               | 0               | 0                        | 0                        | 13    | 2     |
| Paris Saint-Germain | 2022–23           | 33                  | 2                   | 4               | 2               | 8                        | 0                        | 45    | 4     |
| Paris Saint-Germain | Total             | 44                  | 4                   | 5               | 2               | 8                        | 0                        | 58    | 6     |
| Total na carreira   | Total na carreira | 552                 | 78                  | 73              | 11              | 151                      | 21                       | 778   | 110   |

## Títulos
Real Madrid
- La Liga: 2006–07, 2007–08, 2011–12, 2016–17 e 2019–20
- Supercopa da Espanha: 2008, 2012, 2017 e 2019–20
- Copa do Rei: 2010–11 e 2013–14
- Liga dos Campeões da UEFA: 2013–14, 2015–16, 2016–17 e 2017–18
- Supercopa da UEFA: 2014, 2016 e 2017
- Copa do Mundo de Clubes da FIFA: 2014, 2016, 2017 e 2018

Paris Saint-Germain
- Ligue 1: 2021–22 e 2022–23
- Supercopa da França: 2022

Seleção Espanhola Sub-19
- Eurocopa Sub-19: 2004

Seleção Espanhola
- Eurocopa: 2008 e  2012
- Copa do Mundo FIFA: 2010

### Prêmios individuais
- Don Balón (revelação da La Liga): 2004–05
- Equipe ESM do ano: 2007–08 e 2011–12
- FIFPro World XI: 2008, 2011, 2012, 2013, 2014, 2015, 2016, 2017, 2018 e 2019
- Time do Ano da UEFA: 2008, 2012, 2013, 2014, 2015, 2016, 2017, 2018 e 2020
- Prêmios LFP: 2010–11, 2011–12, 2012–13, 2013–14 e 2014–15
- Equipe da Copa do Mundo: 2010
- Melhor defensor da La Liga: 2011–12, 2012–13[37] 2013–14[38] e 2014–15
- Equipe da Eurocopa: 2012
- Equipe da Copa das Confederações FIFA: 2013
- Melhor jogador da Copa do Mundo de Clubes da FIFA: 2014
- Melhor jogador da final da Copa do Mundo de Clubes da FIFA de 2014
- 25º melhor jogador do ano de 2016 (The Guardian)[39]
- 12º melhor jogador do ano de 2016 (Marca)[40]
- Bola de Ouro Dream Team: Melhor Zagueiro da História - terceiro esquadrão
- Equipe do ano da FIFA: 2020
- Seleção da década (2011–2020) - IFFHS[41]
- 11Leyendas Jornal AS: 2021[42]
- Seleção Espanhola de Todos os Tempos - IFFHS: 2022[43]

### Artilharias
- Copa do Mundo de Clubes da FIFA: 2014 (2 gols)¹

¹Junto com Gareth Bale (Real Madrid) e Gerardo Torrado (Cruz Azul)

### Recordes e marcas
- Jogador com mais partidas pela Seleção Espanhola[44]
- Único jogador a marcar em 15 temporadas consecutivas da La Liga (ao lado de Lionel Messi)[45]
- Jogador com mais participações na história do El Clásico[46]
- Jogador com mais cartões amarelos e vermelhos na história da Liga dos Campeões da UEFA[47]
- Jogador com mais cartões amarelos e vermelhos na história do Real Madrid[48]